# Víctor Medina Morón
Víctor Medina Morón (La Paz, 1940 - Santander, 22 de marzo de 1968) fue un guerrillero y líder estudiantil colombiano.
Fue comandante político de la guerrilla del Ejército de Liberación Nacional (ELN).

## Biografía
Nacido en La Paz (Cesar). Realizó sus estudios secundarios en el Colegio Salesiano de Tunja. En 1960 se traslada a Bucaramanga para realizar estudios en la Universidad Industrial de Santander (UIS) donde fue líder estudiantil. Fue miembro del Movimiento Revolucionario Liberal (MRL) y posteriormente de las Juventud Comunista Colombiana (JUCO). A finales de 1963, por su actividad considerada subversiva, el Partido Comunista de Colombia lo expulsó públicamente, junto con Heriberto Espitia, Heliodoro León y Libardo Mora Toro, con la mención de "extrema izquierda".
Se vinculó a una beca del gobierno de Fidel Castro. En Cuba se vincula a la “Brigada Pro Liberación José Antonio Galán”,  integrada por Fabio Vásquez Castaño, Ricardo Lara Parada, Víctor Medina Morón, Heriberto Espitia, José Merchán, Luis Rovira y Mario Hernández .
Fue acusado de colocar una bomba en el Instituto Colombo-americano de Bucaramanga.
Fue fundador y dirigente político del Ejército de Liberación Nacional (ELN).
Los reveses militares y las tensiones internas responsabilizan a Víctor Medina Morón de fomentar un complot contra Fabio Vásquez Castaño quien el 10 de octubre de 1967 decidió separar de la segunda responsabilidad a Medina Morón.

## Muerte
El ELN realiza un juicio revolucionario, que duro aproximadamente veinte días. Víctor Medina se defiende para resaltar las diferencias entre posturas militares y políticas. Contrario a la ortodoxia y rigidez de sus compañeros de armas. El 22 de marzo de 1968, fue condenado y fusilado en las montañas de Santander.Más de 10 dirigentes del ELN fueron asesinados por orden de Fabio Vásquez Castaño.